# AppStream
AppStream是幾個主要的GNU/Linux提供者之間的協議（如紅帽公司、Canonical公司、SUSE、Debian、Mandriva等），為了要創造Linux上的共同的軟體安裝程式以及一個統一的軟體安裝圖形使用者介面，還有分享元数据。
這個專案有對自己以下的描述：“是跨發行版的初步合作，為了創造一個統一的軟體元数据資料庫，以及集中OCS（開放合作服務）中使用者所貢獻內容的資料庫，以此提供最好的使用者體驗。”

## 外部連結
- 在freedesktop.org上的AppStream（页面存档备份，存于）
- Bretzn專案（页面存档备份，存于）
- Phoronix - 介紹AppStream，一個跨發行版的應用程式框架（页面存档备份，存于）
- 2011年Google夏日程式碼大賽 - PackageKit後端以及AppStream與軟體中心的整合
- OpenSuse的應用程式管理器（页面存档备份，存于）